# 基督君王圣心圣殿
基督君王圣心圣殿（Sacro Cuore di Cristo Re）是罗马的一个罗马天主教教堂（宗座圣殿），由马塞洛·皮亚琴蒂尼在20世纪20年代和30年代之间设计。

## 历史
在新开发的“胜利区”（Quartiere della Vittoria，得名于第一次世界大战的胜利）建造新教堂的想法来自耶稣圣心修会的成员奥塔维奥·加斯帕里。起初，教堂命名为Tempio della Pace,，纪念第一次世界大战的阵亡者。建筑开始于1920年5月。Marcello Piacentini提出的原始设计的灵感来自于16世纪的罗马教堂。
1929年奥塔维奥·加斯帕里去世，建筑工程停止。在接下来的两年里，皮亚琴蒂尼彻底改变了这个项目，受到新兴的理性主义运动的启发，耶稣圣心堂标志着罗马的宗教建筑的转折点。建筑于1931年重新开始，教堂于1934年落成。
1926年10月31日，教宗庇护十一世颁布宗座宪令，该堂成为一个本堂区。1965年2月5日，教宗保禄六世宣布该堂为领衔堂区。同年，该堂升格为宗座圣殿。

## 设计
该堂采用砖砌立面，有交替的凹凸线条，装饰有石灰华，门窗采用相同材料制成。平面部分，中殿长约70米，两侧有走道，是拉丁十字和希腊十字的混合体。半球形穹顶高36米，直径20米。在正门上方有一块阿尔图罗·马丁尼的浮雕，描绘了耶稣圣心。内部周围是Alfredo Biagini的青铜苦像。